# Semiothisa gnophosaria
Semiothisa gnophosaria är en fjärilsart som beskrevs av Achille Guenée 1858. Semiothisa gnophosaria ingår i släktet Semiothisa och familjen mätare. Inga underarter finns listade i Catalogue of Life.